# Demologos
Військовий пароплав «Демологос» (лат. Demo Logos — Глас Народу), також відомий як «Фултон» — перший у світі паровий військовий корабель. Був побудований в США за проектом Роберта Фултона як плавуча батарея для захисту гавані Нью-Йорка під час англо-американської війни 1812—1815 року. В бойових діях участі не брав. Більшу частину кар'єри провів у резерві і загинув від вибуху пороху у 1829 році.

## Історія
Під час англо-американської війни 1812—1815 року, британці, активно використовуючи свою значну перевагу на морі, встановили блокаду американського узбережжя, перериваючи американську морську торгівлю, комунікації і перешкоджаючи виходу в море американських приватирів. Значно слабший за британський, американський флот не мав великої кількості військових кораблів, здатних порушити блокаду, і не міг побудувати їх в розумні строки. Єдиним способом змінити стан справ на морі для американців була технологічна імпровізація.
У 1814 році Конгрес США схвалив пропозицію інженера Роберта Фултона, побудувати для оборони гавані Нью-Йорка плавучу батарею з паровим двигуном. Такий корабель, за рахунок своєї незалежної від вітру мобільності, мав би суттєві переваги над звичайними вітрильниками у мілких прибережних водах. Крім того, відсутність щогл і вітрил дозволяла значно збільшити захищеність корабля в порівнянні із традиційним дизайном.
Корабель під назвою «Демологос» був закладений 20 червня 1814 року на приватній верфі в Нью-Йорку. Будівництво просувалося досить швидко, і 29 жовтня корабель був спущений на воду. Після смерті Фултона в січні 1815, корабель був перейменований у «Фултон» на його честь.

## Конструкція

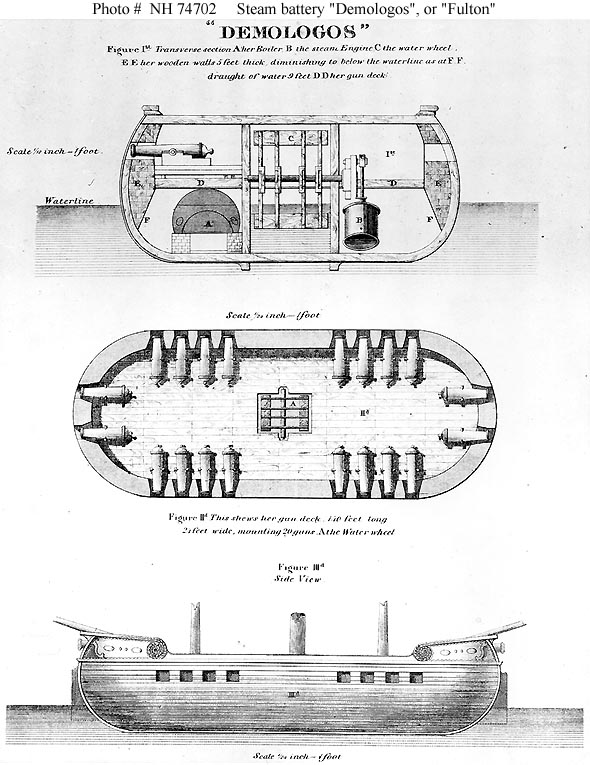
Початкові креслення «Демологоса», подані Конгресу. Під час побудови проект був переглянутий і корабель значно відрізнявся від проектного вигляду.

Як перший у світі паровий військовий корабель, «Демологос» являв собою радикальний відхід від принципів військового кораблебудування того часу. Він був двокорпусним катамараном, водотоннажністю близько 1450 тонн, довжина його становила 46,69 метра, ширина — 18 метрів і осадка — 4 метри. У рух його приводило його гребне колесо, яке розташовувалося між корпусами. Таким чином воно було надійно захищене від ворожого вогню.
Двигуном «Демологоса» була парова машина з єдиним хитним циліндром, встановлена у його лівому корпусі. Топки і котли розташовувалися в правому корпусі. Потужність парової машини не перевищувала 120 кінських сил; при сприятливих погодних умовах, корабель розвивав швидкість до 5,5 вузлів.
Завдяки настільки незвичному компонуванню, Фултону вдалося успішно вирішити і проблему захисту двигуна в бою, і значно поліпшити власне захищеність корабля. Надводні борти «Демологоса» були посилені потужною дерев'яною підкладкою товщиною до півтора метрів. Така дерев'яна «броня» могла успішно витримувати влучання ядер навіть найважчих морських гармат початку XIX століття, і не пробивалася їх порівняно легкими бомбами, які не мали достатньо енергії аби заглибитися в неї перед вибухом.
Озброєння «Демологоса» за проектом повинно було складатися з тридцяти 32-фунтових гармат; по дванадцять з кожного борту, ще по шість на носі і на кормі. Проте, через проблеми з виробництвом артилерії, викликаних блокадою, озброєння корабля на практиці сильно відрізнявся. На носі та кормі «Демологоса» були також передбачені позиції для величезних 100-фунтових колумбіад; однак, через виниклі проблеми ці гармати так і не були встановлені.
Ряд джерел вказує, що на «Демологосі» Фултон також збирався встановити інший свій винахід — спеціальної конструкції клапани в підводній частині корпусу, через які важкі гармати в трюмі могли вести вогонь, вражаючи підводний борт кораблів противника. Подібне рішення було технічно можливим (правда, тільки на дуже невеликих дистанціях), і у разі успішного застосування дозволило б «Демологосу» надзвичайно швидко відправити на дно будь ворожий корабель. Однак, немає точної інформації, чи було насправді гармати для підводної стрільби встановлені на «Демологосі».

## Служба

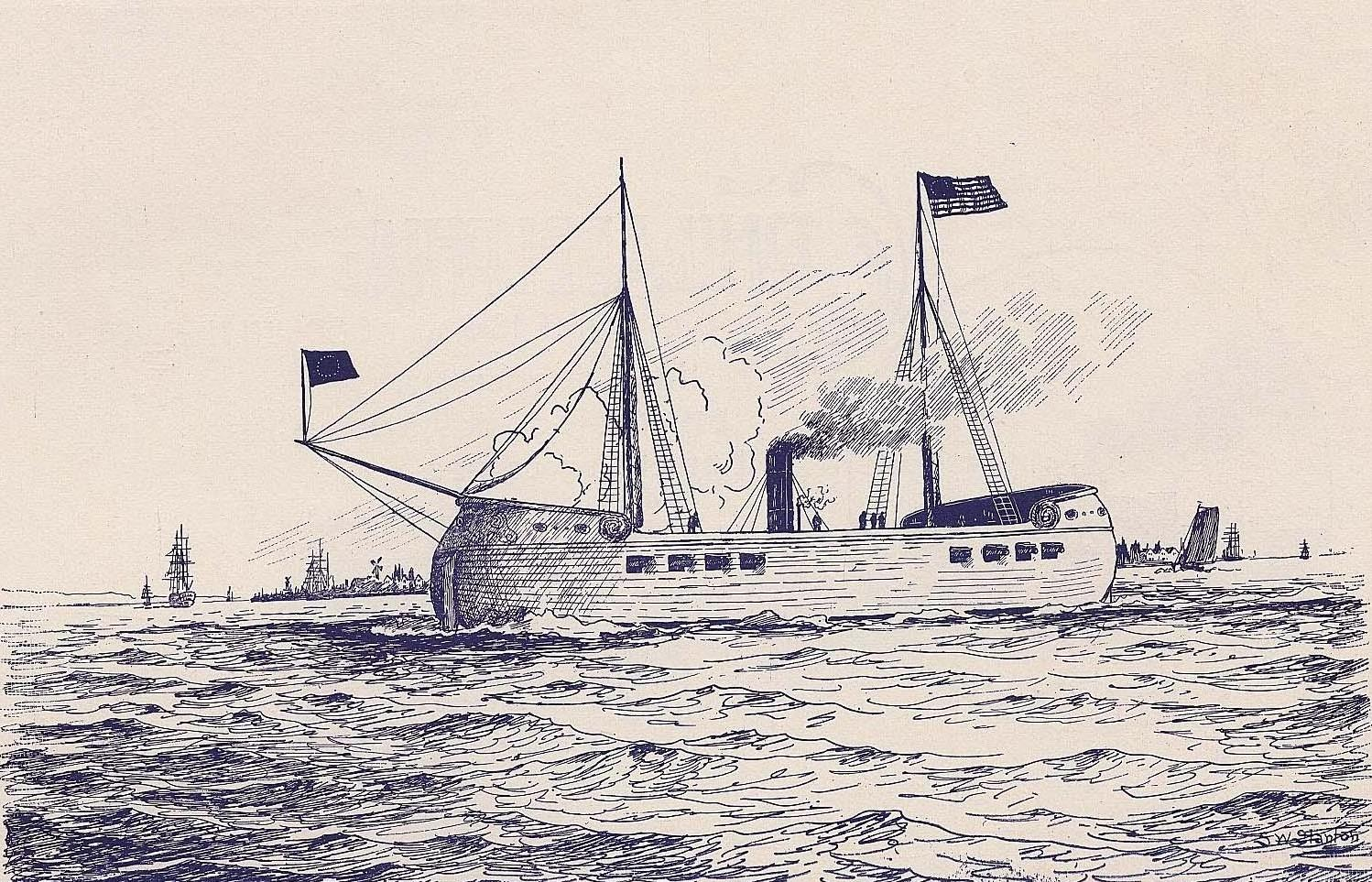
«Демологос» на ходу (малюнок). Корабель помилково зображений з однією трубою, в той час як він мав чотири тонкі труби квадратом на правому корпусі.

«Демологос» був прийнятий до складу флоту США на початку 1816 року. До цього часу війна з Великою Британією завершилася в лютому 1815 мирним договором, що відновив довоєнні умови; унікальний корабель запізнився для участі у військових діях. США, економіка яких сильно постраждали від блокади торгівлі і британських десантних операцій, були змушені відмовитися від запланованого будівництва інших однотипних йому кораблів.
Відразу ж після завершення будівництва, «Демологос» був призначений у берегову оборону Нью-Йорку. Для заощадження вугілля, корабель був оснащений легкими вітрилами. Його єдина активна служба тривала всього добу; у вересні 1816, корабель провіз нового президента США Джеймса Монро по гавані Нью-Йорка з метою продемонструвати можливості американського флоту. Іноземні держави проявили до корабля великий інтерес, і навіть розглядали можливість придбати його, проте через обмежену морехідність «Демологоса» ці плани не були реалізовані.
В 1821 році, «Демологос» був законсервований, його гармати і машина перевезені для кращого збереження на берег, та й сам корабель був поміщений на зберігання. З 1825 року, він використовувався в Нью-Йорку як плавуча казарма. 4 червня 1829 року, на кораблі стався вибух порохового складу, який повністю зруйнував «Демологос».

## Оцінка проекту
«Демологос»/«Фултон» був першим військовим кораблем, на якому був застосований паровий двигун. Для свого часу, ця плавуча батарея була справжнім інженерним дивом; на ній були успішно вирішені багато проблем, що вставали в подальшому перед конструкторами військових пароплавів. У той же час, через нерозвиненість доступної на той час технології, конструкція «Демологоса» містила низку принципових обмежень, зокрема корабель мав низьку морехідність і невисоку автономність через неекономічні витрати вугілля ранніми паровими машинами.
Хоча «Демологос» не встиг взяти участі у війні, для якої він будувався, його значний потенціал як корабля берегової оборони, не підлягає сумніву. Незалежний від вітру, позбавлений вразливих вітрил або весел, «Демологос» у прибережних водах створював значну небезпеку для будь-якого вітрильного корабля. Його товста дерев'яна «броня» дозволяла йому витримувати постріли будь-яких морських гармат того часу без суттєвої шкоди; в той же час, потужна бортова батарея і величезні колумбіади «Демологоса» могли швидко перетворити навіть могутні 120-гарматні вітрильні лінійні кораблі у палаючі руїни.

## Виноски
1. ↑  Проте, «Демологос»/«Фултон» так і не отримав офіційно визнаної флотом назви.
2. ↑  Однак, в 1830-х з'явилися великокаліберні бомбічні гармати, що стріляли важкими бомбами, котрі мали достатню енергію, щоб перед вибухом заглибитися в дерев'яний борт — вони зробили подібний захист марним.
3. ↑  Дуже важкі гладкоствольні гармати, що використовувалися в США для берегової оборони
4. ↑  Фултон провів на практиці кілька випробувань зі стрільбою з розташованих під водою гармат по макету підводного борту дерев'яного корабля в 1812 році. Він прийшов до висновку, що 100-фунтова колумбіада, стріляючи через клапан його конструкції, зуміє пробити обшивку 74-гарматного лінійного корабля з відстані 3-5 метрів.